# Wallfahrtskirche Mariä Himmelfahrt (Renkum)
Die römisch-katholische Filial- und Wallfahrtskirche Mariä Himmelfahrt (niederländisch Onze Lieve Vrouw Ten Hemelopnemingkerk) steht in Renkum in der niederländischen Provinz Gelderland. Die 1922–1923 nach Plänen von Jos Cuypers erbaute neugotische Basilika gehört zur Pfarrei Sel. Titus Brandsma in Wageningen. Bei der Kirche wurde 2012 der Meditationspark Rosarium Mariae eröffnet.

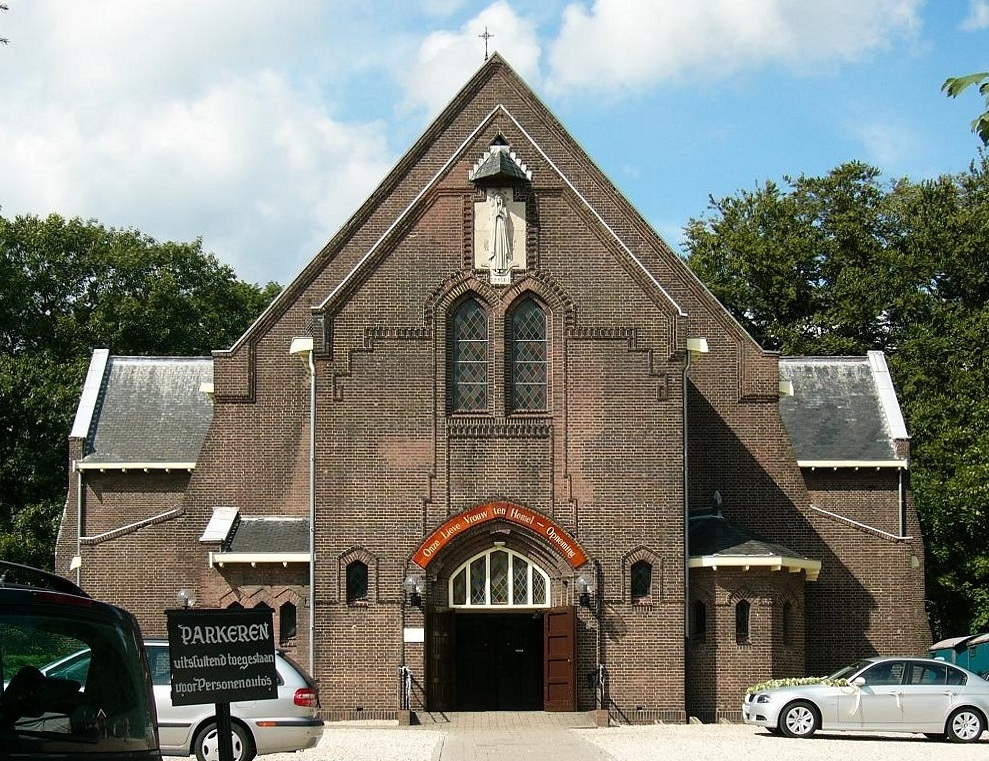
Marienkirche in Renkum, Portalfront (Südseite)

## Kirche

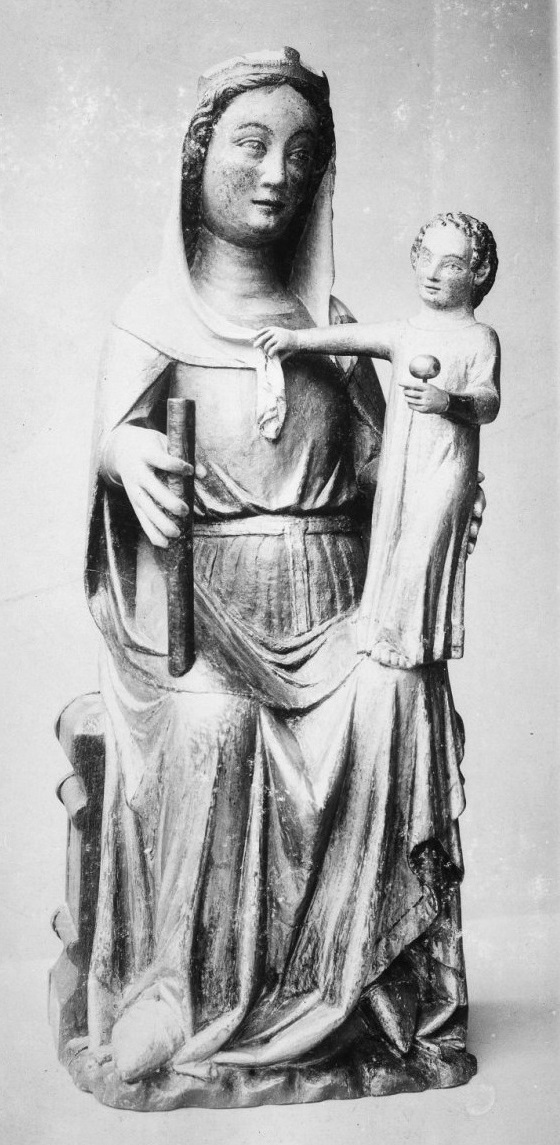
Marienbild (vor 1928)

Eine Kapelle, später ein Kloster mit Marienwallfahrt, in Renkum sind seit dem 12. Jahrhundert bezeugt. Nach der Reformation gab es in Gelderland nur noch wenige Katholiken. In Renkum wurde im 18. Jahrhundert eine neue katholische Kapelle, 1839 eine Kirche gebaut. Das Anwachsen der Gemeinde machte Anfang des 20. Jahrhunderts eine größere Kirche erforderlich, die der damals bereits 60-jährige namhafte Architekt Jos Cuypers entwarf. Sie wurde am 11. September 1923 durch Erzbischof Henricus van de Wetering geweiht. Die Kirche ist eine kreuzförmige Backstein-Basilika mit Vierungs-Dachreiter und halbkreisförmiger Apsis im Norden. In dieser befinden sich sieben Apostelfenster von Joep Nicolas.

## Marienbild
Kostbarster Besitz der Kirche ist die gotische Skulptur der thronenden Gottesmutter mit Kind im Typus Sedes sapientiae. Sie wird auf die zweite Hälfte des 14. Jahrhunderts datiert und wurde bereits im Mittelalter in Renkum als Gnadenbild verehrt. Vor den Bilderstürmern an verschiedenen Orten in Sicherheit gebracht, geriet sie in Vergessenheit. 1928 wurde sie im Rahmen einer großen liturgischen Feier in der neuen Kirche aufgestellt und gekrönt. Die großen Wallfahrten, deren Ziel Renkum seither war, kamen in den 1960er Jahren zum Erliegen. Seit einigen Jahren nimmt die Zahl der Pilgergruppen und einzelner Beter sowie der Krankengottesdienste wieder zu. Jährlich wird zu fünf Wallfahrtstagen eingeladen, darunter Fronleichnam und Mariä Himmelfahrt.

## Rosarium Mariae
Der Meditationspark Rosarium Mariae ist ein Stationenweg mit 20 Bildstelen, die die vier mal fünf Geheimnisse des Rosenkranzes darstellen. Der Park wurde am 27. Mai 2012 eröffnet.